# 5521 Morpurgo
5521 Morpurgo è un asteroide della fascia principale del diametro medio di circa 9 km. Scoperto nel 1991, presenta un'orbita caratterizzata da un semiasse maggiore pari a 2,5778280 UA e da un'eccentricità di 0,1931389, inclinata di 11,15902° rispetto all'eclittica.